# South Lhonak Lake
Der South Lhonak Lake oder „Südliche Lhonaksee“ ist ein Gletscherrandsee im östlichen Himalaya im äußersten Nordwesten des indischen Bundesstaates Sikkim.

## Lage
Der Gebirgssee befindet sich am unteren Ende des Südlichen Lhonakgletschers auf einer Höhe von etwa 5225 m. Der Gletscher liegt an der Nordostflanke des 7462 m hohen Jongsang Ri. Der Abfluss des nordwestlich gelegenen Nördlichen Lhonakgletschers mündet in das Nordufer des Gebirgssees. Eine Moräne bildet im Osten einen natürlichen Staudamm. Der South Lhonak Lake wird über den Lhonak Chu, einen Zufluss der Tista, entwässert. In den letzten Jahren wuchs die Seefläche aufgrund des Abschmelzens und Rückzugs des Südlichen Lhonakgletschers, vermutlich als Folge der globalen Erwärmung. Der See befindet sich im äußersten Norden des Kangchendzönga-Nationalparks.

## Gletscherlauf im Oktober 2023
Am 4. Oktober 2023 kam es am South Lhonak Lake zu einem Bruch des natürlichen Moränendamms des South Lhonak Lake und einem anschließenden Gletscherlauf in den abstrom gelegenen Flusstälern. Dabei kamen mindestens 40 Menschen ums Leben. Der Tista-3-Staudamm wurde bei den Sturzfluten beschädigt. Als Ursache des Gletscherlaufs gelten starke Monsun-Regenfälle in der Region sowie möglicherweise ein Erdbeben der Stärke 6,2 im nahe gelegenen Nepal.